# 韦冲
韦冲（540年—605年6月12日），字世冲，京兆郡杜陵县（今陕西省西安市长安区）人，出自京兆韦氏逍遥公房，北周、隋朝官员。

## 生平
韦冲年轻时以名家子弟，在北周以卫公府礼曹参军为起家官。天和二年（567年）九月，韦冲跟随大将军元定率领数千步兵和骑兵渡过长江讨伐南陈，因为卫公宇文直在沌口之战被南陈将军淳于量击败，当时韦冲和元定因此被南陈俘虏。周武帝宇文邕用钱帛将韦冲赎回。周武帝又再次命令韦冲带着一千匹马出使南陈，去赎回开府贺拔华等五十人以及元定的灵柩。韦冲能言善辩，奉命出使符合上意，屡次升任少御伯下大夫，加上仪同。当时稽胡多次入侵扰乱，韦冲主动请求去安抚招纳他们，因此出任汾州刺史。
隋文帝杨坚登基后，征召韦冲兼任散骑常侍，进位开府，赐爵安固县侯。一年多以后，朝廷征发南汾州一千多胡人到北方修筑长城，胡人在途中都逃走了。隋文帝将韦冲找来询问计策，韦冲说：“少数民族的心性，容易反复无常，都是因为州县官员不称职造成的。臣请求以道理来安抚平定他们，可以不用军队就平定。”隋文帝认为有理，于是命令韦冲安抚招纳叛逃的人。一个多月后，逃走的人都到了，一起前往修建长城，隋文帝写信慰劳勉励韦冲。韦冲很快出任石州刺史，很得各少数民族的喜爱，因为给母亲守丧而离职，很快又被起用担任南宁州总管，持节前往抚慰，朝廷又派遣柱国王长述带兵随后进发，韦冲上表坚决推辞。隋文帝诏令说：“西南的少数民族多次对抗作乱，常常残害毁坏，朕非常痛心，已经派遣军队清缴安抚边疆。因为开府您器度才干可成大事，见识才智英明超卓，军旅事务重大，所以委托给您。知道您还在守丧期间，时间不久，然而兵戎事重夺情起用，自来就有通例。希望您节哀割舍感情，立即接受旨意。”韦冲到了南宁州，少数民族魁首爨震以及及西爨首领都到州府来参见。隋文帝非常高兴，下诏褒扬韦冲。韦冲哥哥的儿子韦伯仁跟随韦冲在州府，强夺别人的妻子，部下放纵凶暴，边境少数民族失望。隋文帝听说后大怒，命令蜀王杨秀处置此事。益州长史元岩个性端直刚正，查办韦冲无所宽恕，韦冲因此被免官。韦冲的弟弟太子洗马韦世约在皇太子杨勇面前诋毁元岩，隋文帝对杨勇说：“古代有人卖酒到酒酸而卖不出的，就是因为有咬人的狗。现在用韦世约干什么？只会连累你而已。”韦世约于是被除名。
几年后，朝廷派韦冲检校括州刺史。当时东阳匪首陶子定、吴州匪首罗慧方都聚众作乱，围攻婺州永康县、乌程县等地，韦冲率兵击败了他们，获改封义丰县侯，检校泉州刺史，在开皇十五年四月丁未（595年6月2日）出任营州总管。
韦冲容貌秀美清雅，心性宽厚得人心。他招纳安抚靺鞨、契丹，都能使其死心塌地的效力。奚族和霫畏惧，连续前来朝贡。开皇十八年（598年），高句丽婴阳王高元率领靺鞨一万多骑兵入侵辽西，被韦冲率兵赶走。仁寿年间，隋文帝为豫章王杨暕娶韦冲女儿为王妃，仁寿三年九月甲子（603年11月4日），韦冲被征召入朝出任民部尚书。大业元年五月庚戌（605年6月12日），韦冲去世，虚岁六十六。小儿子韦挺最为知名。

## 家庭

### 父亲
- 韦夐，北魏、北周二代，十徵不出，號為逍遙公

### 兄弟姐妹
- 韦世康，隋朝上开府、荆州总管、上庸文公
- 韦洸，隋朝柱国、广州总管、襄阳敬公
- 韦瓘，北周使持节、车骑大将军、仪同三司、隋州刺史、建安县子
- 韦艺，隋朝上大将军、营州总管、魏兴怀公
- 韦约，隋朝太子洗马、仪同、观城公

### 子女
- 韦德运
- 韦耶书，嫁隋朝益州郫县县长于德威[16]
- 韦挺，唐朝象州刺史、扶阳县男
- 韦氏，嫁给元氏，后与杨暕私通，被隋炀帝赐死
- 韦氏，嫁隋朝开府仪同三司、河南尹、齐王杨暕